# Jauchzt vor Gott
Jauchzt vor Gott is een compositie van Sofia Goebaidoelina.
Goebaidoelina schreef het werk voor het kamermuziekfestival te Lockenhaus in 1989. De organisator daarvan is haar muzikale vriend Gidon Kremer, die haar vioolconcert Offertorium dikwijls heeft uitgevoerd en opgenomen. Toen het werk klaar was, bleek dat het enige muziekinstrument dat zij hier voorschrijft, het pijporgel, net in dat jaar gerenoveerd werd. De première werd vervolgens een jaar uitgesteld tot 8 juni 1990.
Jauchzt vor Gott is een toonzetting van Psalm 66:1-2 en 4 in het Duits:
- Jauchzt vor Gott, alle Länder der Erde!
- Spielt zum Ruhm Seines Namens!
- Verherrlicht Ihn met Lobpreis!
- Alle Welt bete Dich an und singe Dein Lob, die Lobsinge Deinen Namen!
- Jauchtzt vor Gott!

De eerste regel wordt in het Nederlands weergeven als Juich, aarde, juich met blijde galmen.
Goebaidoelina schreef het werk voor gemengd koor (SSAATTBB), orgel en kleine klokjes en belletjes.  Het werk begint a capella in de tenorstemmen. Ze probeerde enige tegenstellingen in de compositie te verwerken om ook de dagelijkse stemmingswisselingen (ook naar god toe) weer te geven. Zo klinken donkere en lichte passages en zijn de orgelklanken hoekig tegenover juist de melodische lijnen in de zangpartijen. Het werk staat vol met rubato-elementen, aangegeven in de partituur door een slingerende lijn boven de tonen. 